# 屈斯纳赫特 (苏黎世州)
屈斯納赫特（德語：Küsnacht）是瑞士联邦苏黎世州迈伦区的市镇，位于蘇黎世湖東北岸。该市镇面积为12.35平方千米，海拔高度415米，2018年12月31日人口数为14,387。

## 外部連結
- 屈斯纳赫特官方网站 （页面存档备份，存于）（德文）